# Società Sportiva Maceratese
Società Sportiva Maceratese 1922 é um clube de futebol italiano, sediado em Macerata, na região de Marcas. Disputa atualmente a Série D (quarta divisão italiana).
Seu estádio, o Helvia Recina, possui capacidade de 5.846 lugares. As suas cores são vermelho e branco.

## História
Fundado em 1922, com a fusão da U.C. Maceratese com outros quatro times de Macerata (Helvia Recina, Macerata, Robur e Virtus). Em 2001, mudou de nome, passando a se chamar Associazione Calcio Maceratese. Entrou em falência em 2009, e novamente teve que alterar sua denominação para Fulgor Maceratese 1922. Um ano depois, altera novamente seu nome, desta vez se chamando Società Sportiva Maceratese 1922.

## Uniformes
- Uniforme titular: Camisa branca com listras verticais vermelhas, calção vermelho e meias brancas;
- Uniforme reserva: Camisa azul, calção azul e meias azuis.